# Кубок Словенії з футболу 2019—2020
Кубок Словенії з футболу 2019–2020 — 29-й розіграш кубкового футбольного турніру в Словенії. Титул вперще здобула Мура 05.

## Календар
| Раунд        | Дата                    | Матчі | Клуби   |
| ------------ | ----------------------- | ----- | ------- |
| Перший раунд | 14-15 серпня 2019       | 12    | 28 → 16 |
| 1/8 фіналу   | 11-19 вересня 2019      | 8     | 16 → 8  |
| 1/4 фіналу   | 16-24/29-30 жовтня 2019 | 8     | 8 → 4   |
| 1/2 фіналу   | 9-10 червня 2020        | 2     | 4 → 2   |
| Фінал        | 24 червня 2020          | 1     | 2 → 1   |

## Перший раунд
| Команда 1              | Рахунок      | Команда 2           |
| ---------------------- | ------------ | ------------------- |
| 14 серпня 2019         |              |                     |
| Відем (3)              | 1:4          | Табор (Сежана)      |
| Бистриця (3)           | 2:2 пен. 3:4 | Брда (2)            |
| Блед (3)               | 1:3          | Цельє               |
| Брежице (2)            | 1:2          | Триглав             |
| Град (4)               | 1:4          | Кршко (2)           |
| Партизан (Песниця) (3) | 1:5          | Горіца (2)          |
| Одранці (3)            | 1:3          | Алюміній            |
| Толмін (3)             | 3:2          | Шампіон (3)         |
| Шенчур (3)             | 0:1          | Нафта (Лендава) (2) |
| Копер (2)              | 6:0          | Белтинці (2)        |
| Добровце (3)           | 0:10         | Радомлє (2)         |
| 15 серпня 2019         |              |                     |
| Браво                  | 1:4 дч       | Рудар (Веленє)      |

## 1/8 фіналу
| Команда 1           | Рахунок | Команда 2      |
| ------------------- | ------- | -------------- |
| 11 вересня 2019     |         |                |
| Толмін (3)          | 0:6     | Цельє          |
| Радомлє (2)         | 3:2 дч  | Горіца (2)     |
| Нафта (Лендава) (2) | 2:0     | Кршко (2)      |
| 18 вересня 2019     |         |                |
| Алюміній            | 1:0     | Табор (Сежана) |
| Брда (2)            | 0:3     | Домжале        |
| Триглав             | 1:3     | Мура           |
| Копер (2)           | 3:2     | Марибор        |
| 19 вересня 2019     |         |                |
| Олімпія (Любляна)   | 0:1     | Рудар (Веленє) |

## 1/4 фіналу
| Команда 1           | Заг.         | Команда 2      | 1-й матч | 2-й матч |
| ------------------- | ------------ | -------------- | -------- | -------- |
| 16/29 жовтня 2019   |              |                |          |          |
| Алюміній            | 3:3 (ч)      | Копер (2)      | 1:0      | 2:3      |
| 16/30 жовтня 2019   |              |                |          |          |
| Нафта (Лендава) (2) | 4:1          | Рудар (Веленє) | 2:1      | 2:0      |
| 22/29 жовтня 2019   |              |                |          |          |
| Цельє               | 1:1 (ч)      | Радомлє (2)    | 1:1      | 0:0      |
| 24/30 жовтня 2019   |              |                |          |          |
| Домжале             | 5:5 пен. 4:5 | Мура           | 3:2      | 2:3      |

## 1/2 фіналу
| Команда 1      | Рахунок      | Команда 2           |
| -------------- | ------------ | ------------------- |
| 9 червня 2020  |              |                     |
| Алюміній       | 0:4          | Мура                |
| 10 червня 2020 |              |                     |
| Радомлє (2)    | 1:1 пен. 2:4 | Нафта (Лендава) (2) |

## Фінал
| 24 червня 2020 18:30 (EEST) |

| Нафта (Лендава) (2) | 0:2      | Мура                     |
| ------------------- | -------- | ------------------------ |
|                     | Протокол | Мароса 48' Карнічник 74' |

| ННЦ Брдо, Крань Глядачів: 200 Арбітр: Раде Обренович |